# American Megatrends

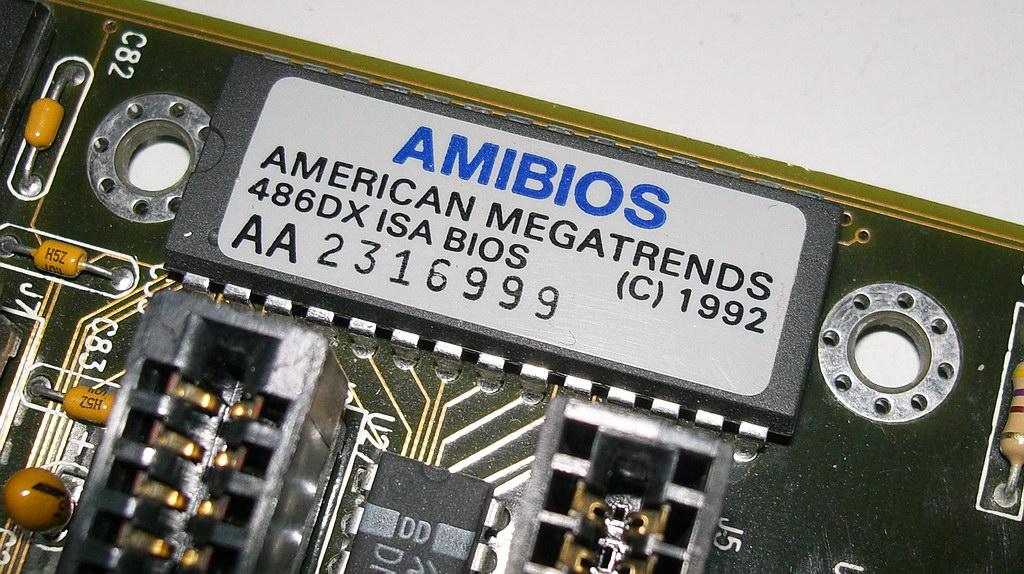
AMIBIOS aus dem Jahr 1992 auf einer 80486-Platine

Altes Logo

American Megatrends Inc. (AMI) ist ein US-amerikanischer Hersteller von Computer-Hardware und Software. AMI ist insbesondere für sein AMIBIOS bekannt. Das Unternehmen wurde 1985 durch Pat Sarma und  Subramonian Shankar gegründet. AMI hat seinen Hauptsitz in Norcross (Georgia).
Das Unternehmen begann als Hersteller von Hauptplatinen (Motherboards) für x86 basierte Systeme und positionierte seine Produkte im High-End-Segment. Erster Kunde war die damalige PCs Ltd, die sich später zu Dell Computers umbenannte.
In den folgenden Jahren verlagerte AMI die Hardware- und Mainboard-Produktion nach und nach in Richtung Taiwan, zu dort gegründeten ODM-Herstellern. AMI nutzte seinen damals schon starken Kundenbestand und konzentrierte sich erfolgreich auf die BIOS-Programmierung und den Vertrieb dieser Produkte. Bald gehörten praktisch alle bekannten Motherboard-Hersteller zu den Kunden des Unternehmens. Neben dem Fokus auf die BIOS-Entwicklung begann man mit der Entwicklung weiterer Sparten. Hierzu gehören ab 1992 Motherboards für Server, Storage Controller kamen 1995 hinzu und ab 1998 auch Zusatzkarten für das Remote Management.
Zu den erfolgreichsten Produkten von AMI zählen die ab 1996 entwickelten MegaRAID-RAID-Controller. Eine bei Hardware-RAID neu eingeführte Funktion zur Online-Erweiterung der konfigurierten RAID-Volumen verhalf den MegaRAID-Systemen bereits nach kurzer Zeit zu beachtlichen Markterfolgen. Viele OEM wie Hewlett-Packard oder Dell wurden Kunden und sorgten für gute Stückzahlen. AMI trennte sich 2001 von seiner RAID Division und verkaufte diesen Produktbereich an LSI Logic.
Heute ist AMI ein Technologie-Unternehmen mit Fokus auf das Geschäft mit OEM-Kunden. Zu den aktuellen Produktlinien gehören das AMIBIOS (ein BIOS), Aptio (ein Nachfolger des AMIBIOS8 nach dem UEFI-Standard), Hardware-Diagnose-Software, Firmware für den Remote-Access-Bereich, Motherboards, SGPIO Backplane Controller, NAS- und SAN-Speicher-Systeme, sowie weitere Produkte und Dienstleistungen.

## Standorte
Hauptsitz
- USA: Norcross, Gwinnett County, Georgia

Niederlassungen
- Volksrepublik China: Kunshan, Jiangsu
- Deutschland: München
- Indien: Chennai, Tamil Nadu
- Japan: Chiyoda, Tokio
- Südkorea: Seoul
- Taiwan: Taipei
- USA: Fremont (Kalifornien)